# Movement (New Order)
Movement è il primo album discografico della band inglese New Order, uscito nel novembre 1981.

## Tracce
1. Dreams Never End – 3:13
2. Truth – 4:37
3. Senses – 4:45
4. Chosen Time – 4:07
5. ICB – 4:33
6. The Him – 5:29
7. Doubts Even Here – 4:16
8. Denial – 4:20

Collector's Edition Bonus Disc (2008)
1. Ceremony – 4:23 (Joy Division)
2. Temptation (7" version) – 5:26
3. In a Lonely Place – 6:16 (Joy Division)
4. Everything's Gone Green – 5:30
5. Procession – 4:27
6. Cries and Whispers – 3:25
7. Hurt – 8:13
8. Mesh – 3:02
9. Ceremony (original version) – 4:39 (Joy Division)
10. Temptation (12" version) – 8:47

## Formazione
New Order
- Bernard Sumner - voce, chitarre, melodica, sintetizzatore, programmazione
- Peter Hook - basso, voce (in Dreams Never End e Doubts Even Here)
- Stephen Morris - batteria, sintetizzatore, programmazione
- Gillian Gilbert - sintetizzatore, programmazione, chitarre, parlato (in Doubts Even Here)

Tecnici
- Martin Hannett - produzione
- Chris Nagle - engineering
- John e Flood - assistenti
- Peter Saville - artwork